# Géza Hortay
Géza Hortay, född 28 maj 1923 i Újpest i Kungariket Ungern, död 10 november 2008 i Seljord i Norge, var en ungersk-svensk arkitekt. Han var gift med Raili Hortay 1947–1964.
Hortay, som var son till arkitekt Nándor Hortay och Rozsi Sághy, utexaminerades från tekniska högskolan i Budapest 1945. Han var arkitekt på Gustaf Birch-Lindgrens arkitektkontor i Stockholm 1946–1947 och i Lund 1947–1950, på Bent Jörgen Jörgensens arkitektkontor i Växjö 1950–1954 och chef för Géza Hortays arkitektkontor i Oskarshamn från 1954. Han ritade bland annat sulfatfabrik i Mörrum, sulfitfabriken Ströms Bruk i Hälsingland (utbyggnad), geriatriska kliniken vid Kalmar lasarett samt EPA, Folkets hus och Kristinebergskyrkan i Oskarshamn.

### Fotnoter
1. ↑  Dödsannons i Svenska Dagbladet 13 november 2008